# Tommy Boy
Albums de Thomas Helmig
Helmig Herfra
(2006)
Tommy Boy est le 14e album du chanteur danois Thomas Helmig, publié le 2 novembre 2009. Le titre, Tommy Boy, se réfère au surnom que son père donnait à Thomas Helmig lorsqu'il était enfant.

## Enregistrement et production
Tommy Boy est enregistré par Thomas Helmig dans son propre studio, L'annexe, à Aarhus, avec l'aide de Søren Runge, à Calm Studios  (Espergærde), par Søren Runge, à Granny Recordings (Dronningmølle), par Thomas Helmig, assisté par Junker, aux Medley Studios (Copenhague), par Soren Mikkelsen, assisté de Jacob Groth, à la Vibe Factory (Vanløse), par Jakob Winther et aux Studios STV (Odense), par Peter Aagaard. L'accompagnement des cordes est enregistré au Studio 301 (Stockholm), par Marcus Bergquist et Ian Agate. Celui des vents l'est au Studio 301 et dans les studios STV (Odense).
L'album est produit par Søren Runge et Thomas Helmig et mixé par Manny Marroquin, assisté par Christian Plata et Erik Madrid, dans les Larrabee Sound Studios, à Los Angeles. La gravure est effectuée par Dave Kutch, à The Mastering Palace (New York). La pochette est conçue par Ulrik Boberg, de Danesadwork.

## Contenu
Tommy Boy comporte onze titres, chantés en danois.
| Piste | Titre               | Durée                 |
| 1     | Mit hjerte længes   | 3 minutes 51 secondes |
| 2     | 100 dage            | 4 minutes 15 secondes |
| 3     | Kiosk               | 4 minutes 32 secondes |
| 4     | Jeg bløder          | 4 minutes 22 secondes |
| 5     | Din røde kjole      | 4 minutes 10 secondes |
| 6     | Fri mand            | 4 minutes 6 secondes  |
| 7     | Daddy venter        | 4 minutes 31 secondes |
| 8     | Outsider            | 4 minutes 12 secondes |
| 9     | Drømmer/Glemmer     | 3 minutes 55 secondes |
| 10    | Ned ad Nørrebrogade | 4 minutes             |
| 11    | Når du kommer hjem  | 3 minutes 46 secondes |

## Critique
| Périodique      | Appréciation |
| Alt om Århus    | [ 4 ]        |
| BT              | [ 5 ]        |
| Ekstra Bladet   | [ 6 ]        |
| GAFFA           | [ 7 ]        |
| Jyllands-Posten | [ 8 ]        |
| metroXpress     | [ 9 ]        |
| Politiken       | ♥            |
| Soundvenue      | 3/5 étoiles  |

## Ventes
Tommy Boy est déjà disque d'or le jour de sa sortie, et atteint le double disque de platine au début de mars 2010.
| Hit-parade (2009)               | Meilleur classement | Certification            | Exemplaires vendus |
| Top-40 danois, catégorie albums | 1er                 | Double disque de platine | 60 000             |

## Musiciens
- Thomas Helmig - chant, chœur, guitare, basse, claviers, percussions et programmation.
- Søren Runge - claviers, chœurs, glockenspiel, xylophone, batterie et programmation.
- Claes Antonsen - batterie.
- Jacob Andersen - percussion et banjo.
- Christian Douglas Danstrøm - basse.
- Nellie Ettison - choriste.
- Mark Linn - choriste.
- Andy Roda - choriste.
- Benjamin Kissi - choriste.
- Edgar Jones - saxophone ténor.
- James Hunt - saxophone baryton.
- Stockholm Session Strings - cordes.
- Ulf Forsberg - chef d'orchestre.
- Leif Lindvall - trompette.
- Hans Dyvik - trompette.
- Per « Ruskträsk » Johansson - saxophone baryton/ténor.
- Jonas Wall - saxophone.
- Olle Holmquist - trombone.
- Viktor Sand - saxophone baryton.
- Ulf et Henrik Janson - arrangements et direction des cordes et vents.

## Singles
Deux titres de Tommy Boy sont publiés sous forme de singles. 100 dage, qui accueille la chanteuse Medina, est publié numériquement le 28 septembre 2009. La semaine suivante, la chanson se classe numéro cinq sur la liste officielle danoise des singles, Tracklisten. Le 13 novembre 2009, elle arrive à la première place et est, par la suite, disque de platine.
Din røde kjole sort également en 2009.